# Economie van Aruba
De economie van Aruba is een economie die sterk leunt op de buitenlandse economie, net zoals Nederland. Aruba is een welvarend land, met een lage werkloosheid en een van de hoogste inkomens per hoofd van de bevolking in de regio. Aruba kent zelfs een eigen ziektekostenverzekering.

## Geschiedenis

### Goud
Met de ontdekking van goud in 1800 werd dat de belangrijkste industrie van het eiland. In 1916 was het meeste goud al gewonnen en dat maakte het onmogelijk om er nog van te profiteren.

### Olie
In de 20e eeuw speelde oliewinning een grote rol. Van Van 1924 tot 1985 werd in de Lago-olieraffinaderij olie geraffineerd. Het was een van de grootste raffinaderijen ter wereld.

### Toerisme

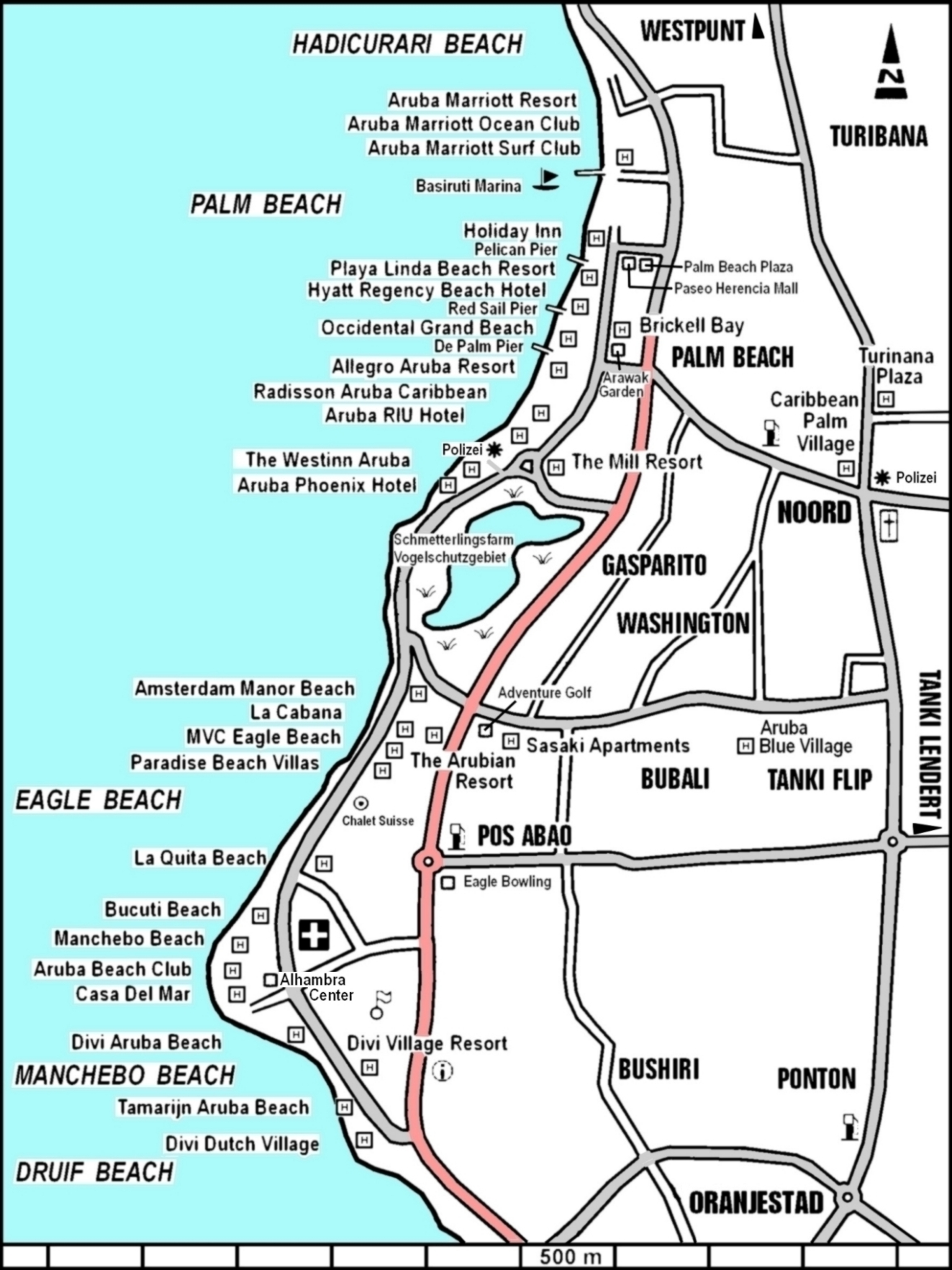
Een plattegrond van de hotelzone van Eagle Beach en Palm Beach

In 1947 wilde het eilandsbestuur van Aruba meer toerisme aantrekken. Een paar jaar later legde een cruiseschip aan in de haven van de hoofdstad Oranjestad. In 1959 bouwde men het eerste luxehotel, dat een goede start was voor het toerisme. Sinds de aanslagen van 11 september 2001 worden toeristen strenger gecontroleerd. De verdwijning van het Amerikaanse meisje Natalee Holloway in 2005 had slechts tijdelijk een negatief effect op het toerisme op Aruba.

### Ontwikkelingshulp
Elk jaar gaf Nederland ontwikkelingshulp aan Aruba. Dit werd vooral gebruikt voor rechtshandhaving, onderwijs, de bestuurlijke ontwikkeling en duurzame economische ontwikkelingen. In 2009 werd deze hulp op verzoek van Aruba stopgezet.

## Algemene overzichten
BNP per capita - $21.500
Groei van het BNP - 1,0%
Exportlanden - Panama 29,7%, Colombia 17%, Nederlandse Antillen 13,2%, Verenigde Staten 11,3%, Venezuela 10,3%, Nederland 8.3%. (2012)
Importlanden - Verenigde Staten 54,6%, Venezuela 12.9%, Mexico 10,5%, Nederland 9.0%, Canada 7.9%.  (2012)
Munteenheid: Arubaanse florin
De Arubaanse florin is 1,79 Amerikaanse dollar. De Arubaanse florin is vastgekoppeld aan de Amerikaanse dollar.
Noord-Amerika:
Antigua en Barbuda  · Bahama's  · Barbados  · Belize  · Canada  · Costa Rica  · Cuba  · Dominica  · Dominicaanse Republiek  · El Salvador  · Grenada  · Guatemala  · Haïti  · Honduras  · Jamaica  · Mexico  · Nicaragua  · Panama  · Saint Kitts en Nevis  · Saint Lucia  · Saint Vincent en de Grenadines  · Trinidad en Tobago  · Verenigde Staten

Zuid-Amerika: Argentinië · Bolivia  · Brazilië  · Chili  · Colombia  · Ecuador  · Guyana  · Paraguay  · Peru  · Suriname  · Uruguay  · Venezuela

Land van het Koninkrijk der Nederlanden: Aruba · Curaçao · Sint Maarten

Nederlands openbaar lichaam: Bonaire · Sint Eustatius · Saba

Geschiedenis: Economie van de Irokezen